# Praventsi
Praventsi (bulgariska: Правенци) är ett distrikt i Bulgarien.   Det ligger i kommunen Obsjtina Novi Pazar och regionen Sjumen, i den nordöstra delen av landet, 300 km öster om huvudstaden Sofia.
Trakten runt Praventsi består till största delen av jordbruksmark. Runt Praventsi är det ganska tätbefolkat, med 62 invånare per kvadratkilometer.